# Wei Lijie
Wei Lijie (em chinês: 韦利杰; nascida em 2 de junho de 1974) é uma pesquisadora chinesa, mais conhecida por seu trabalho sobre a paleontologia e estratigrafia do Tibete e da Antártida.

## Biografia
Wei nasceu em Longyao, Hebei, na China em 2 de junho de 1974. Ela recebeu seu mestrado em paleontologia e estratigrafia na Universidade de Lanzhou em 2006 e recebeu seu diploma de doutora em geologia estrutural no Instituto de Pesquisa do Platô Tibetano, Academia Chinesa de Ciências em 2011.

### Carreira
Wei tem sido professora associada no Instituto de Geomecânica, na Academia Chinesa de Ciências Geológicas desde 2013. Seus principais interesses de pesquisa são paleontologia e estratigrafia, particularmente o estudo da palinologia cenozóica do Tibete e da Antártida. Ela lidera um projeto de pesquisa sobre o palinologia neogênica das margens leste e ocidental da Geleira Lambert da Antártida Oriental.
Wei participou da 26ª Expedição Nacional de Pesquisa Antártica Chinesa (de outubro de 2009 a abril de 2010) e realizou investigações geológicas na área de Grove Mountains na Antártica Oriental. Ela foi a primeira mulher pesquisadora chinesa a realizar pesquisas geológicas no interior da Antártida.
Wei serviu como acadêmica visitante no Instituto de Ciência Geológica e Nuclear, na Nova Zelândia de agosto a outubro de 2011. A partir de 2011-2013, foi pós-doutoranda no Instituto de Geologia e Geofísica, na Academia Chinesa de Ciências.